# 圣尼古拉教堂 (莱比锡)

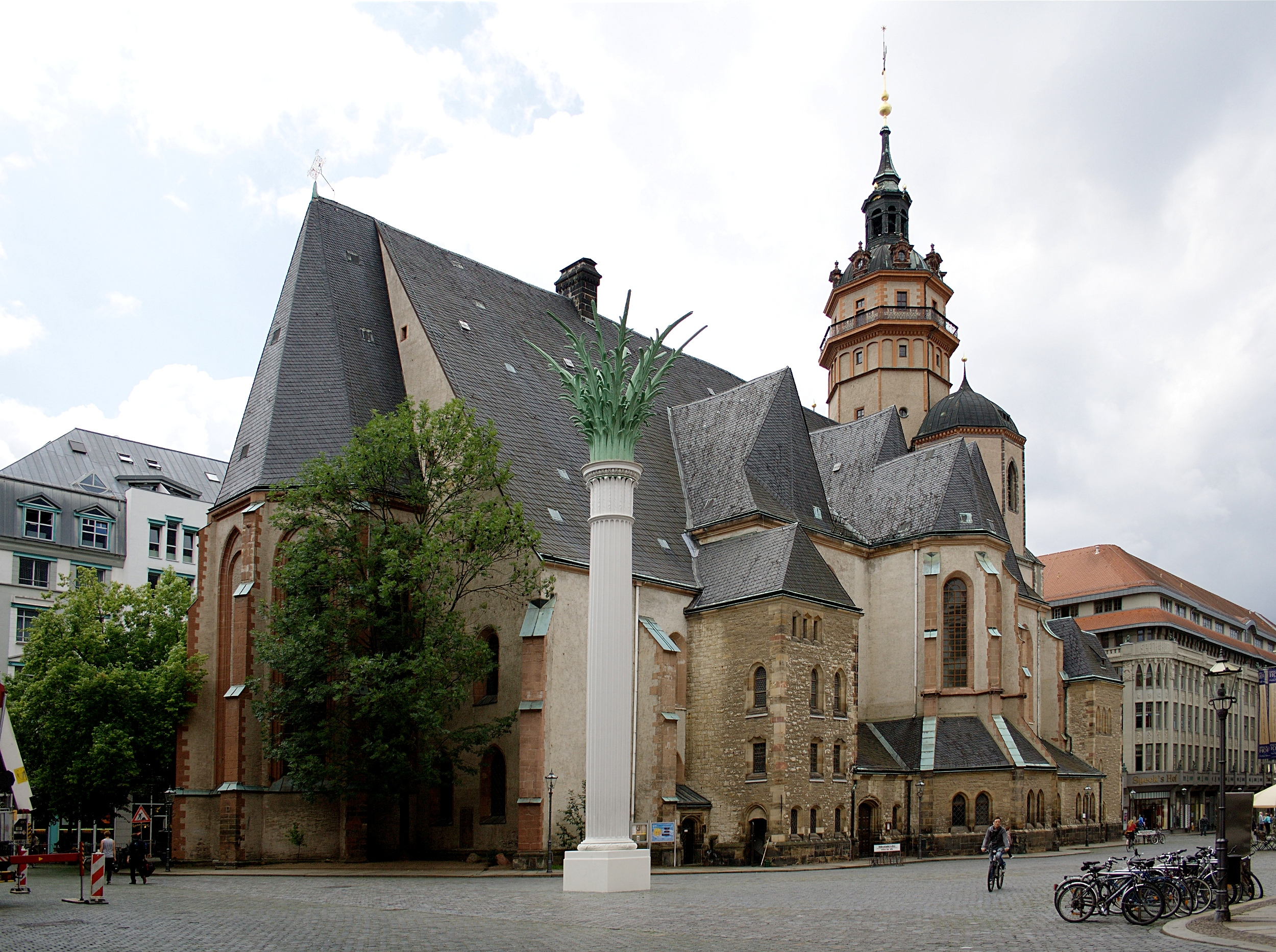
圣尼古拉教堂

圣尼古拉教堂（St. Nikolaikirche）是莱比锡最著名的教堂之一，并以反对共产党统治的1989年民主德国星期一遊行的和平起义中心而全国闻名。
这座教堂修建于大约1165年，莱比锡，又名圣尼古拉城建城之时，得名于商人和批发商的主保圣人圣尼古拉，位于该市的最中心，两条历史上重要商路的交汇点。它部分为罗曼式建筑风格，16世纪初扩建部分主要为哥特式建筑风格。内部改建为新古典主义风格。1539年宗教改革后成为新教座堂， 但是天主教会也允许使用这座教堂。
1724年，约翰·塞巴斯蒂安·巴赫的《约翰受难曲》首演于这座教堂。

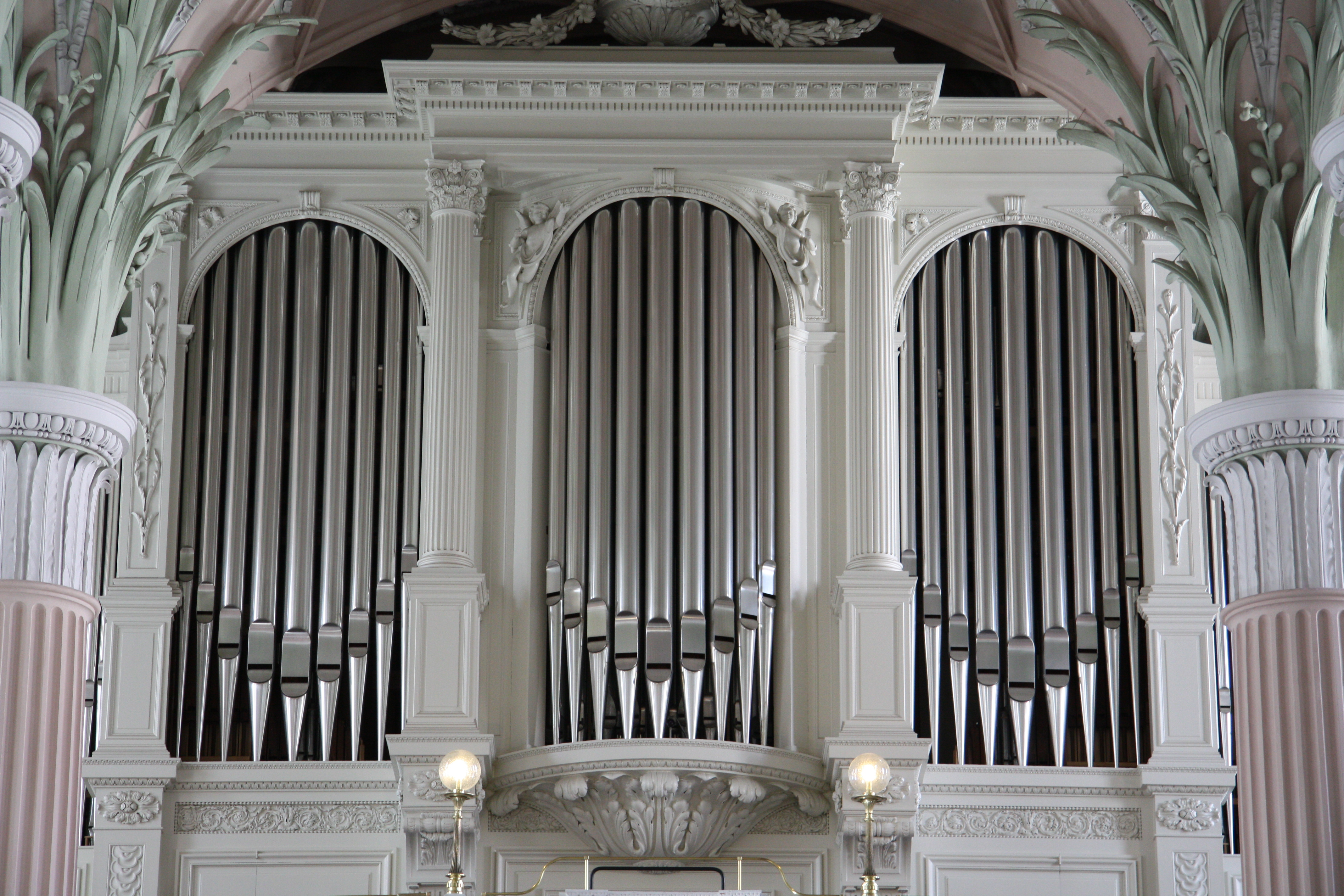
管风琴

这座教堂的管风琴是欧洲最好的浪漫风格管风琴之一。

## 星期一遊行
1989年10月9日星期一下午5點，圣尼古拉教堂內湧進大批民眾，參與富勒牧師主持的「和平禱告」。禱告結束後，每人手持象徵和平的燭火魚貫走出，莱比锡的市民也自動自發加入，走上街頭的老百姓高達7萬人，軍警未發一槍，示威最後以和平收場，也結束民主德国40年的统一社会党統治。
|                                 | 这次革命没有领袖。领袖就是尼古拉教堂和市中心。只有一个领袖：星期一，下午5时，圣尼古拉斯教堂。 |
| ——卡巴莱艺术家贝恩德-卢茨兰格， |                                                                                               |

## 参考文献

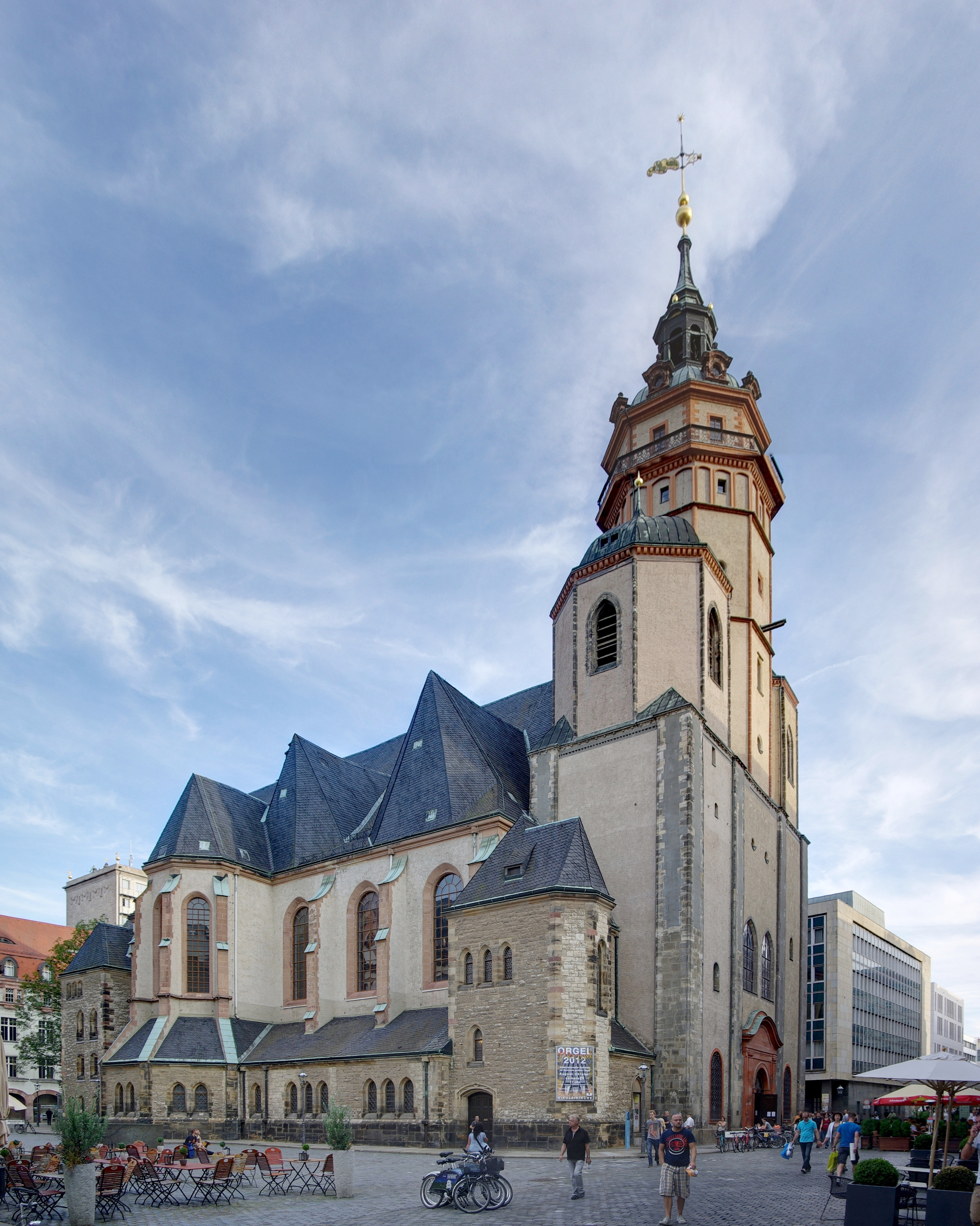
钟楼
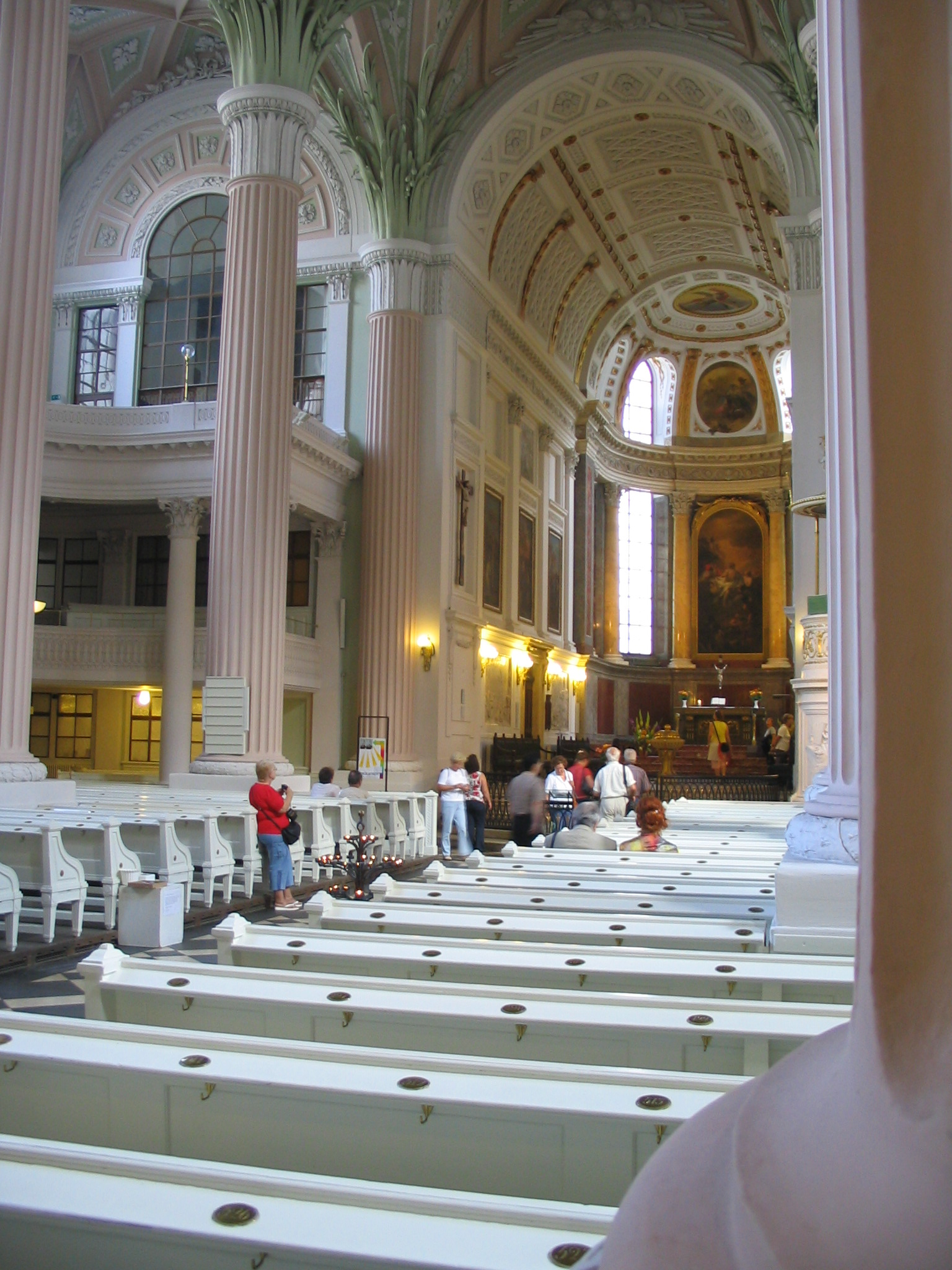
Sanctuary
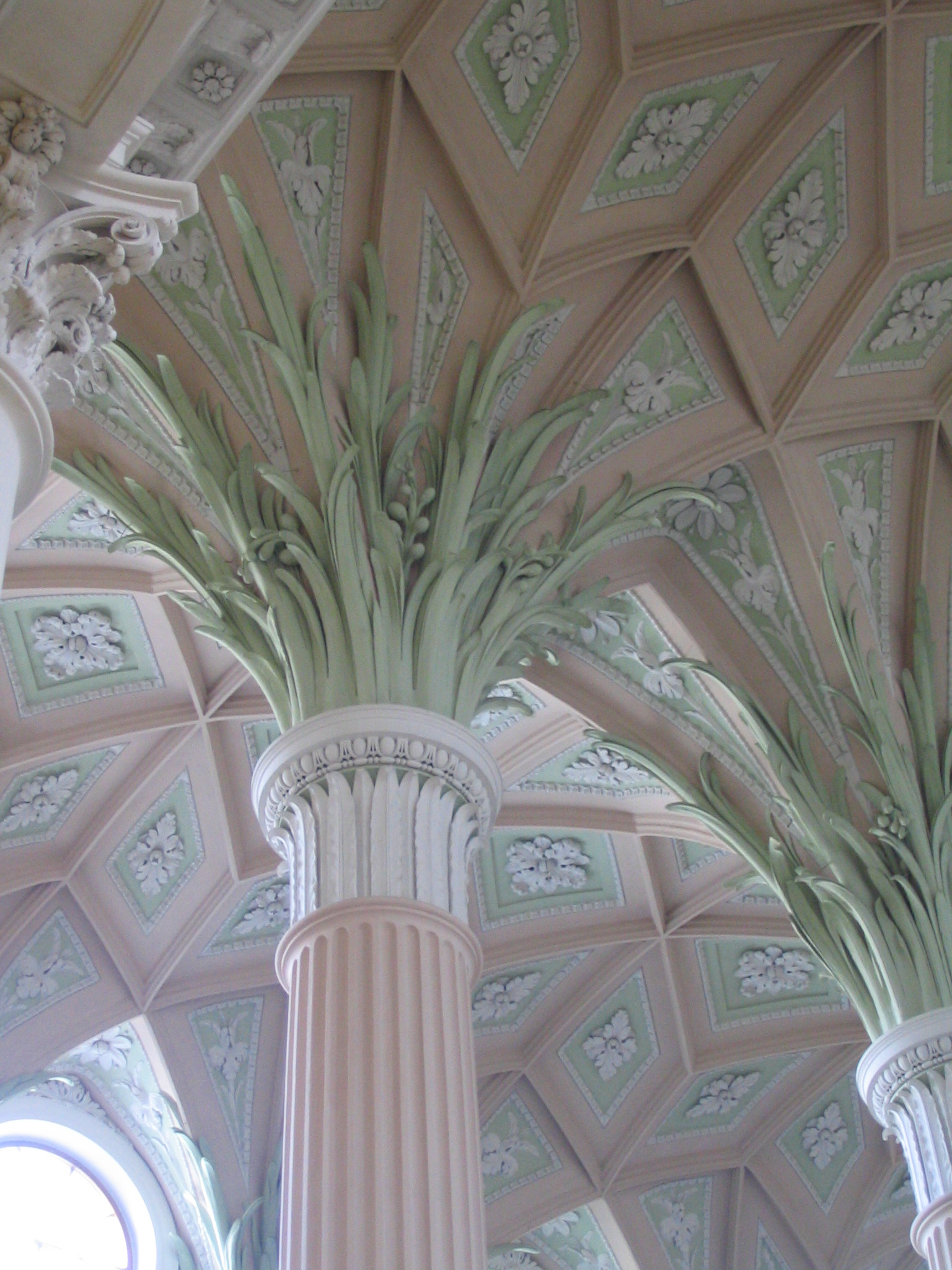
圆柱
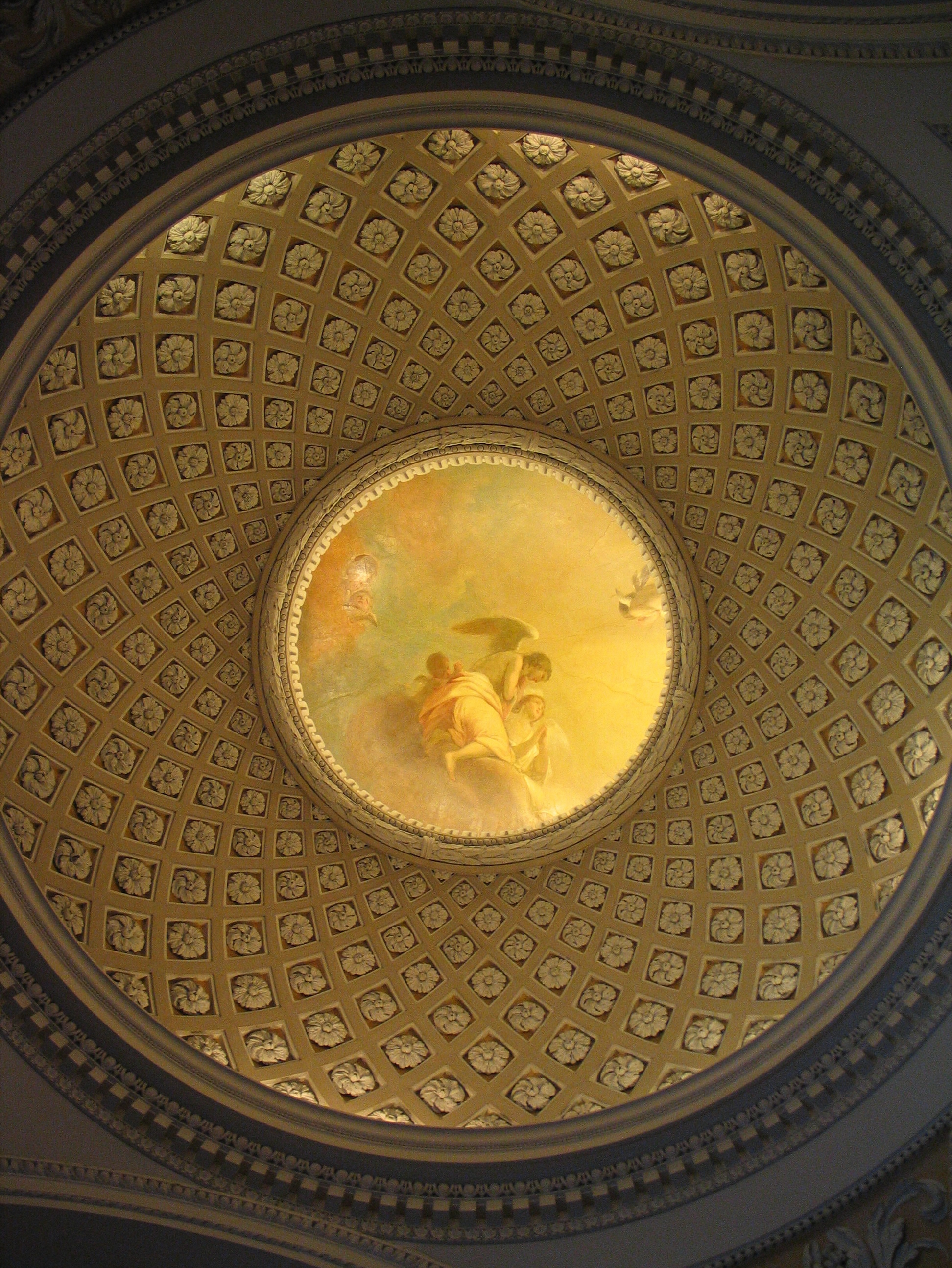
绘画